# Niemiecka Słoboda
Niemiecka Słoboda – niemiecka dzielnica kupiecko-mieszczańska w Moskwie powstała w XVII wieku. Mieszkali tu niemieccy, holenderscy i angielscy kupcy, których kontrakty obejmowały niemal połowę rosyjskiego handlu zagranicznego czasów Piotra I. Pisarz i historyk rosyjski Aleksy Tołstoj często podkreślał jak wielkie wrażenie odniósł Piotr Wielki, gdy jako chłopak zobaczył porządne i zadbane holenderskie i niemieckie domy, co stało się bodźcem do jego słynnych reform. Rosjanie nazywali dzielnicę niemiecką pogardliwie "Kukuj".